# 安东尼奥·达·柯勒乔

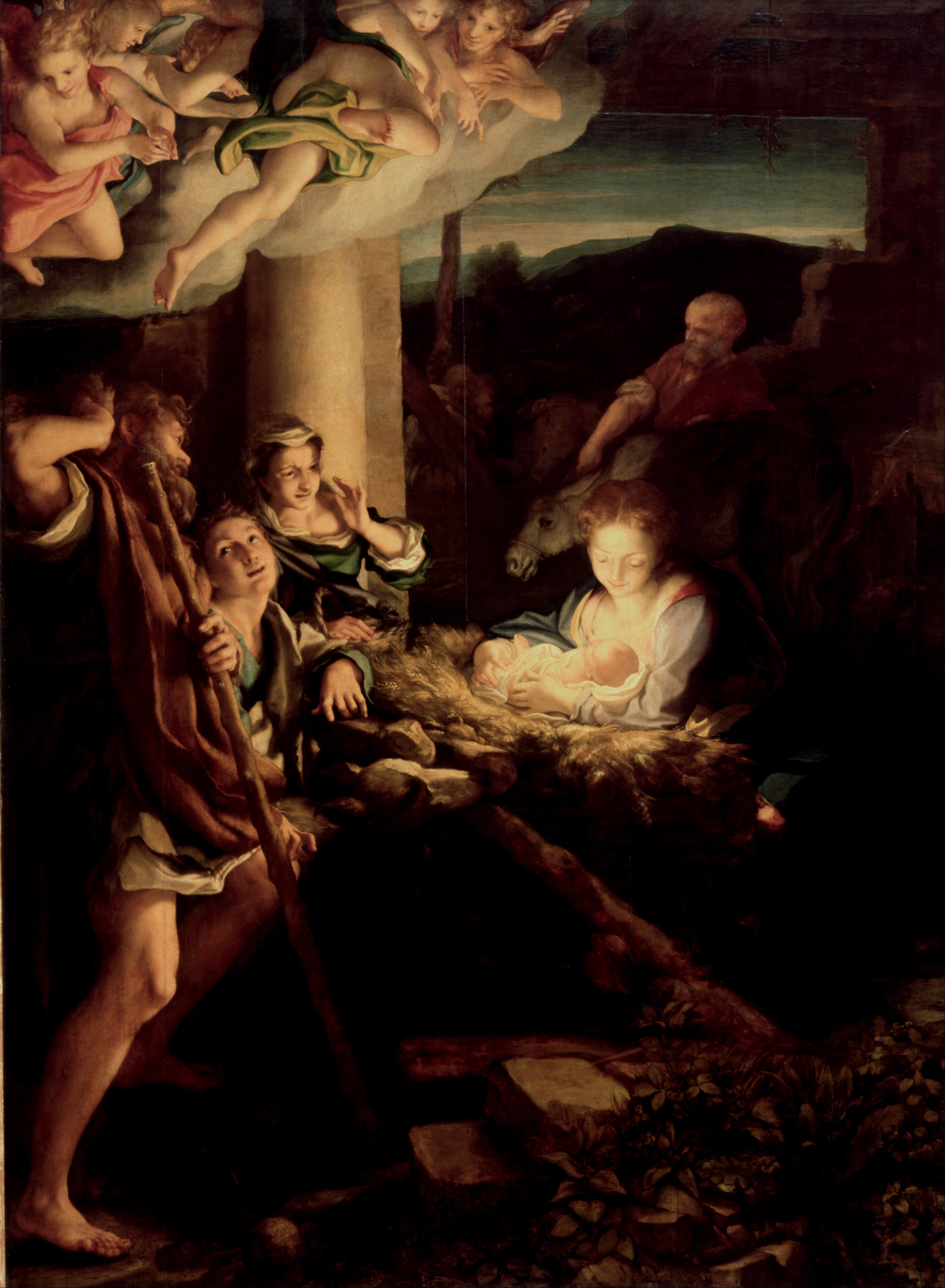
聖誕之夜 (c.1529–30)

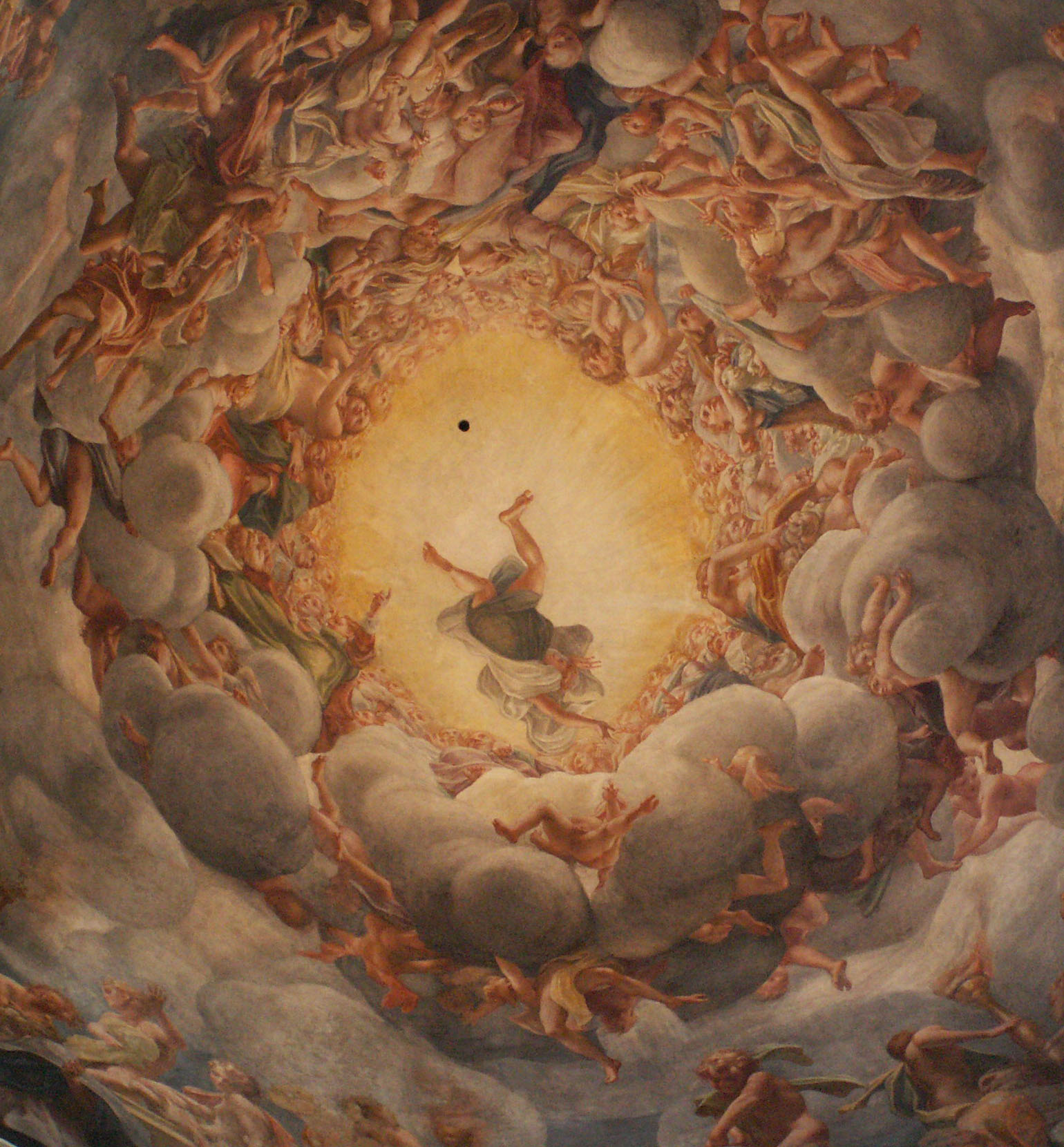
帕尔马主教座堂穹顶湿壁画《聖母升天》

安東尼奧·阿萊格里·達·柯勒乔（義大利語：Antonio Allegri da Correggio，義大利語發音：[korˈreddʒo]；1489年8月—1534年3月5日），常称柯勒乔（又译科雷吉欧），義大利畫家。他是文藝復興時期帕爾馬畫派的創始人，創作出16世紀最蓬勃有力和奢華的畫作。他的画风酝酿了巴洛克藝術，而其优美的风格又影响了18世纪的法国。
而大師最具影響力的壁畫是位於意大利帕尔马舊城區內的帕尔马主教座堂內的錯視藝術穹顶湿壁画《聖母升天》。該濕壁畫是採用了仰角透視法，即從低至高的透視方法，把最遠處的人體比例縮短，又以漩渦式的雲層造成視覺幻像，形成虛擬的天空，產生了往高處無限伸延的錯覺。
此壁畫的技術受到高度評價，被視為文藝復興時期錯視藝術穹頂壁畫的代表作之一。這種透視繪畫技巧更影響後世，成為下世紀巴洛克繪畫風格的重要元素。

### 作品

《圣加大肋纳的神秘婚姻 (柯勒乔，那不勒斯)》,藏于那不勒斯的国立卡波迪蒙特博物馆
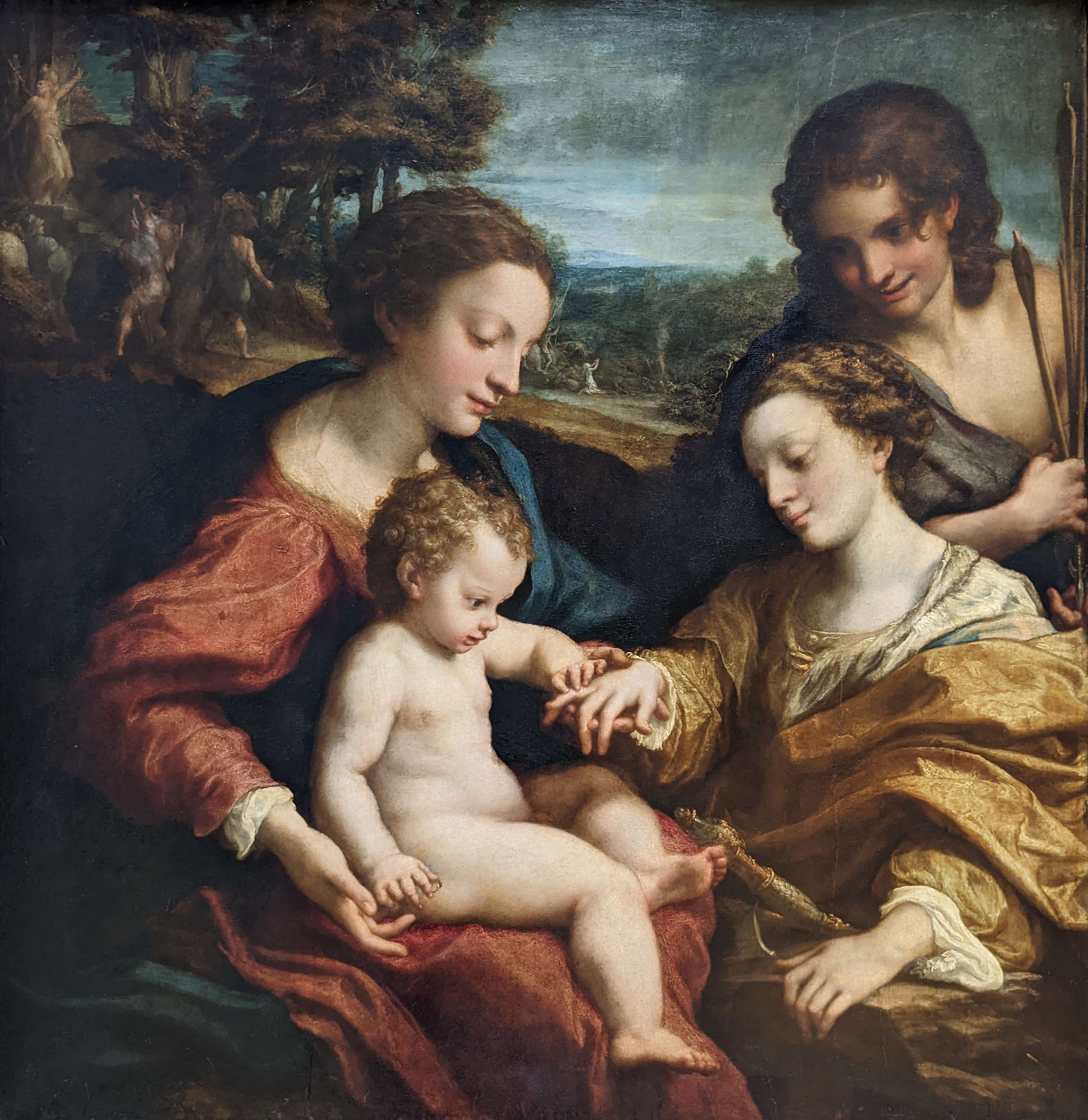
《圣加大肋纳的神秘婚姻 (柯勒乔，巴黎)》,藏于巴黎卢浮宫
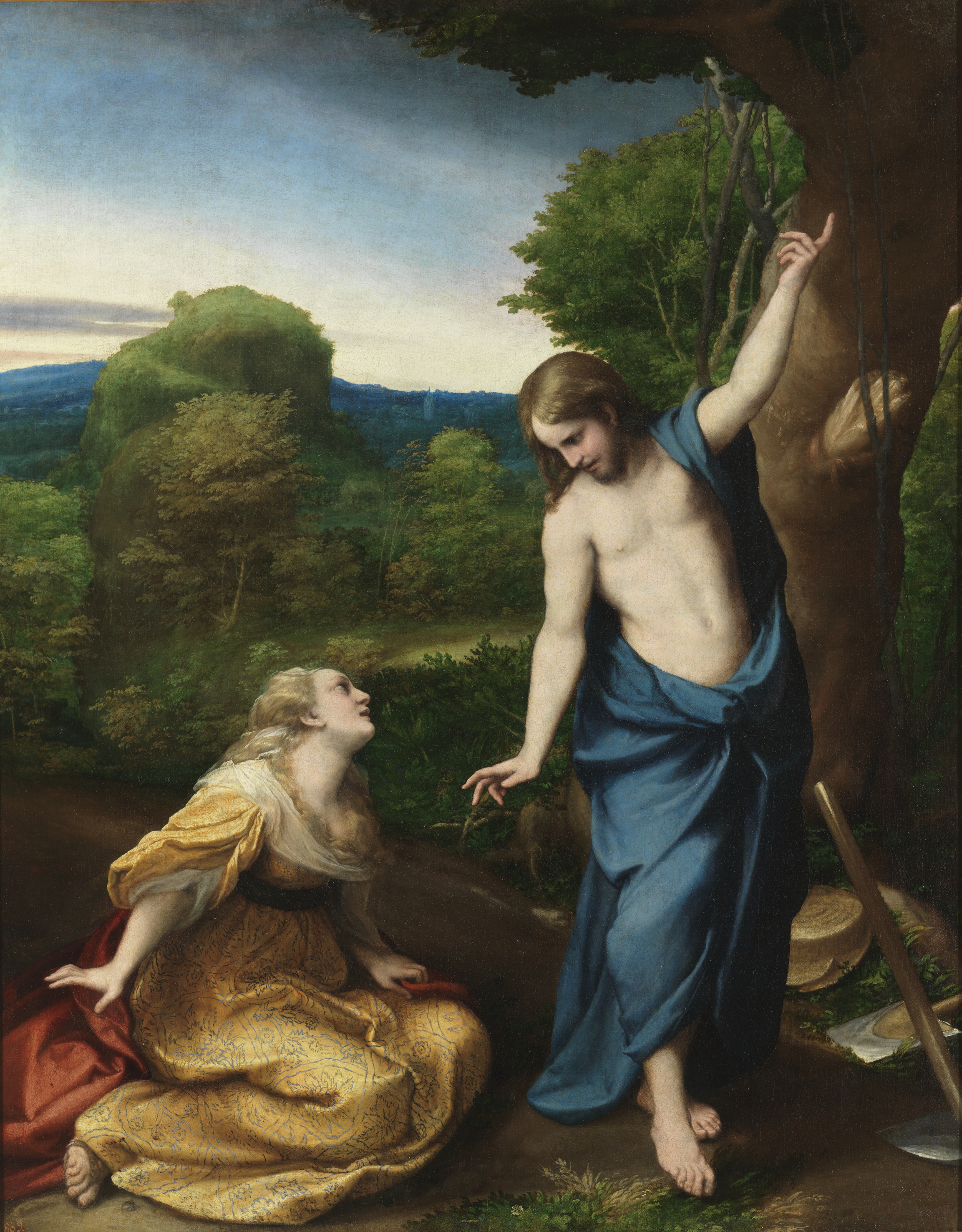
《不要摸我》，藏于马德里普拉多博物馆
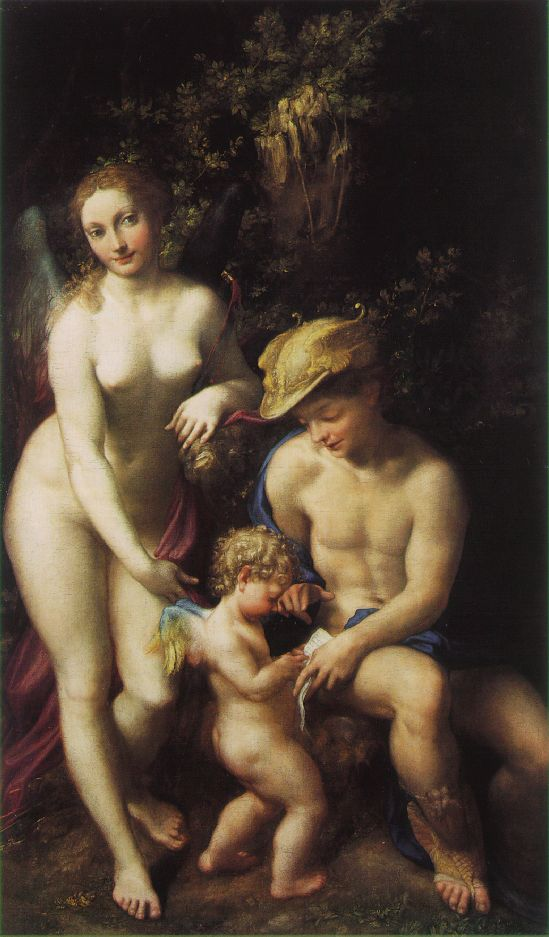
《爱神丘比特的教育》，1525年，藏于伦敦国家美术馆
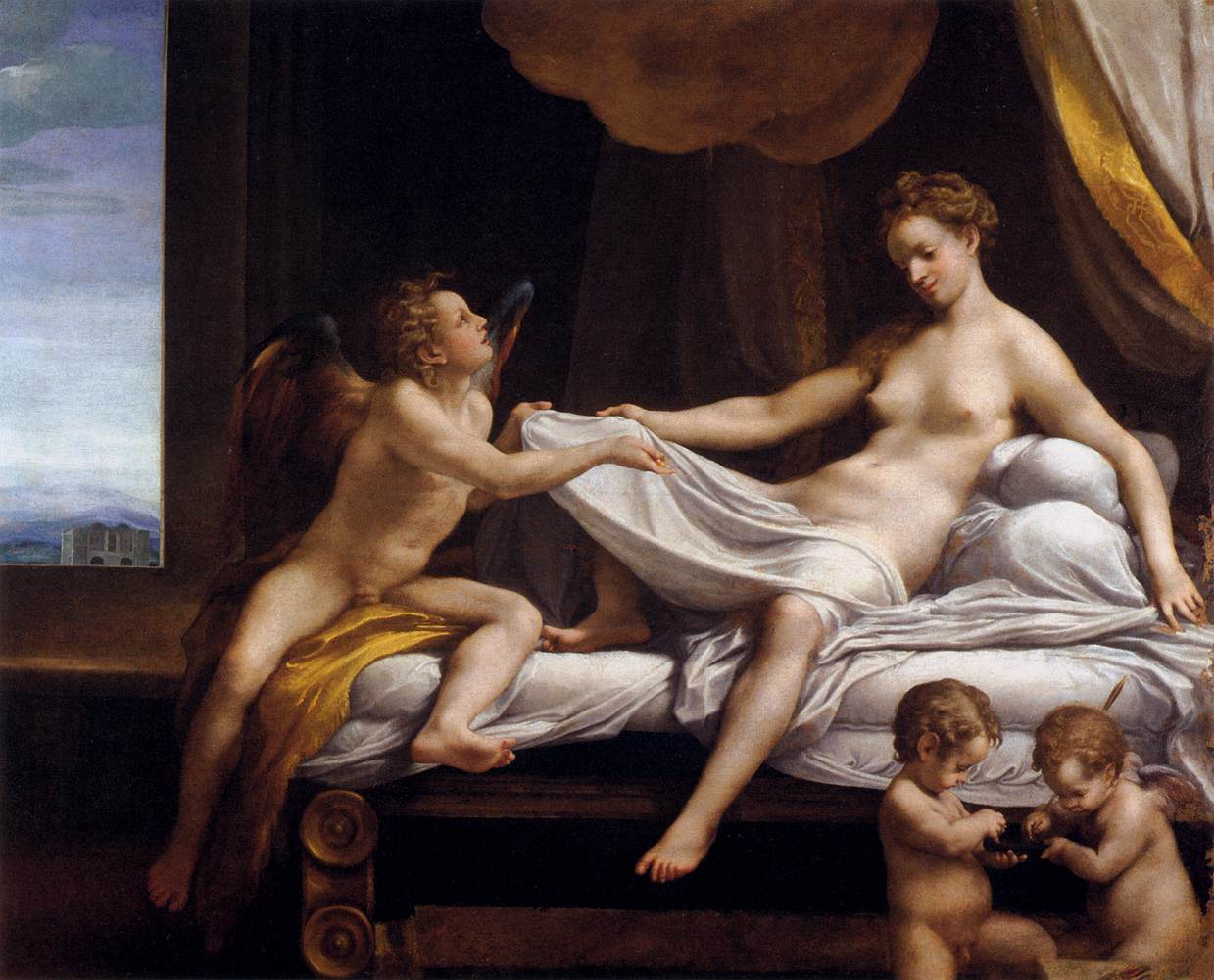
《达那厄》，161 × 193cm，約繪於1531年，1827年起藏于罗马博尔盖塞美术馆